# Stausee Mooserboden

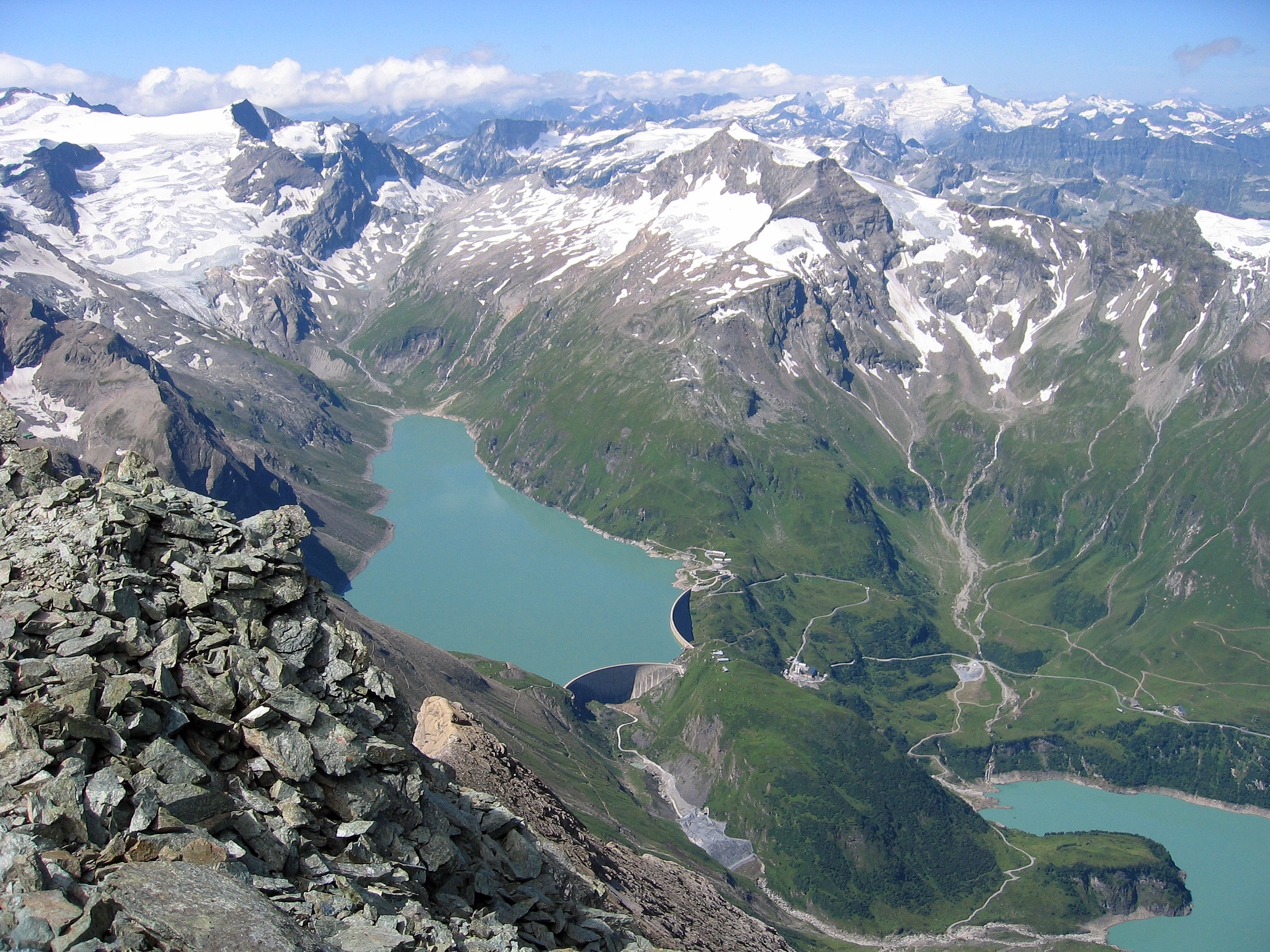
Stausee Mooserboden, Blick vom Hohen Tenn

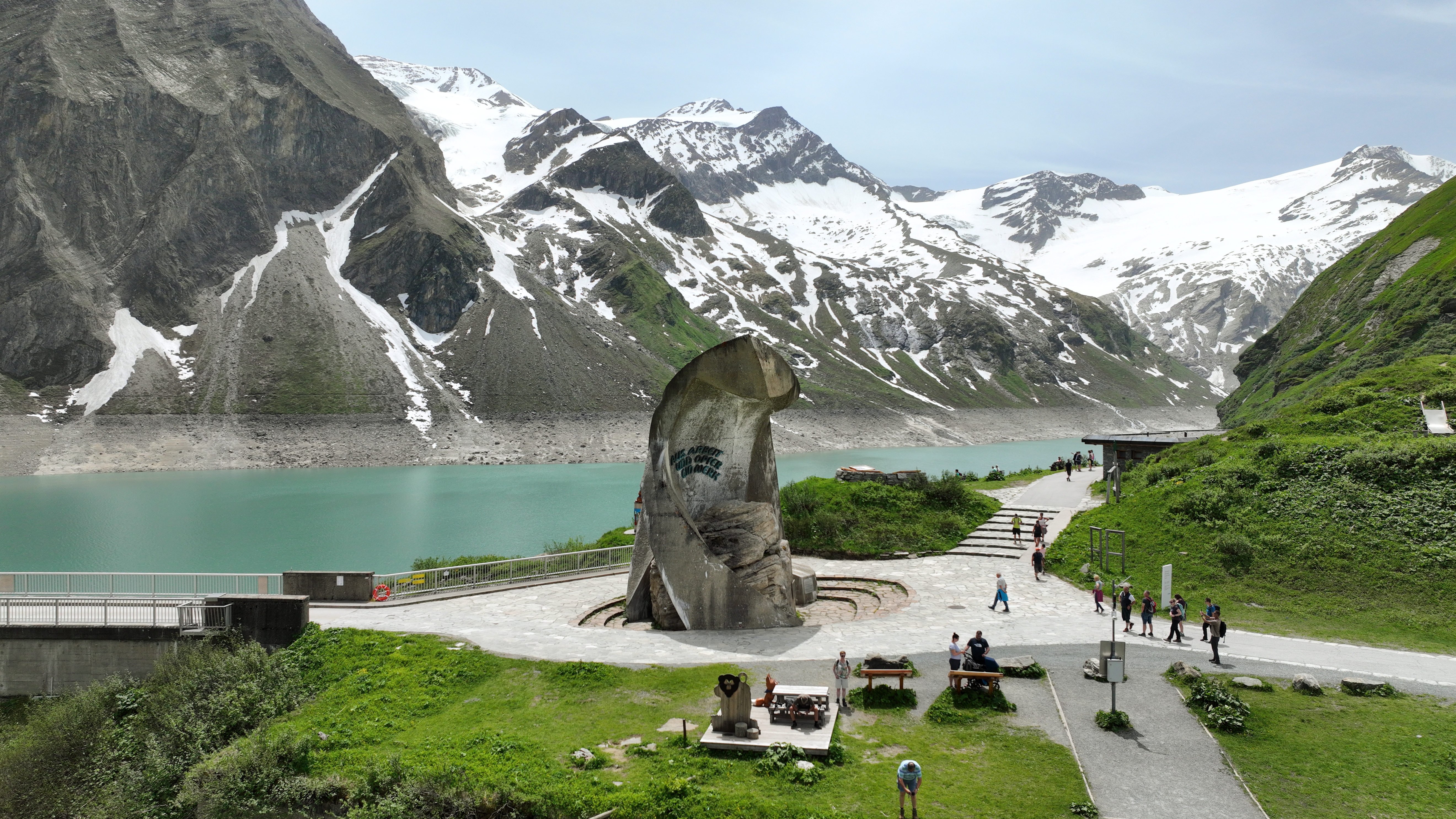
Stausee Mooserboden mit Denkmal bzw. der Heidnischen Kirche

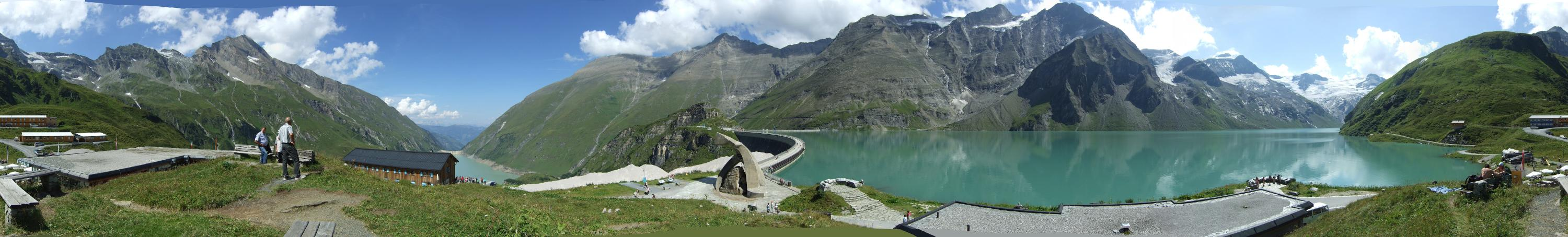
Panorama-Ansicht des Stausees Mooserboden

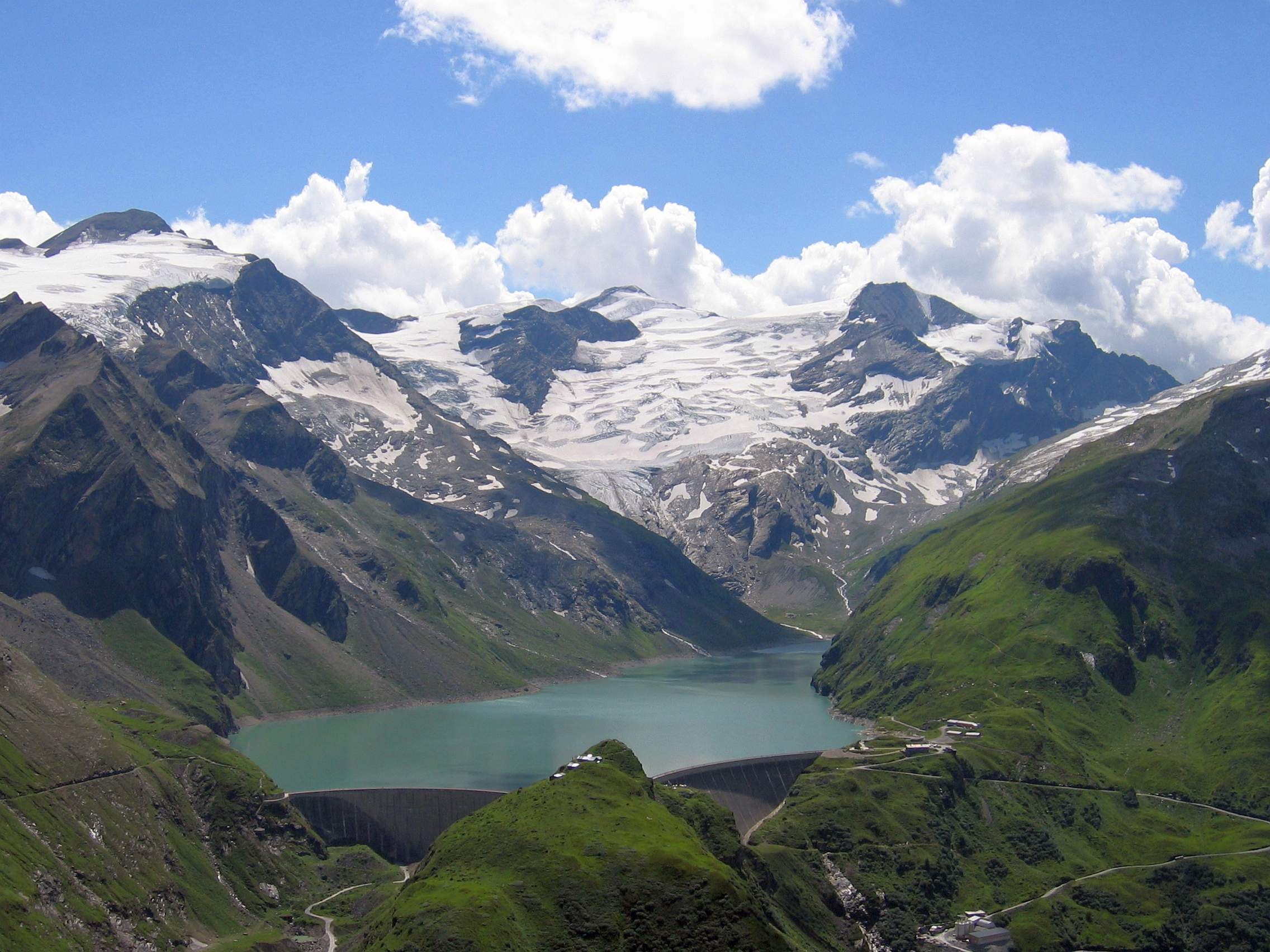
Gesamtansicht Mooserboden

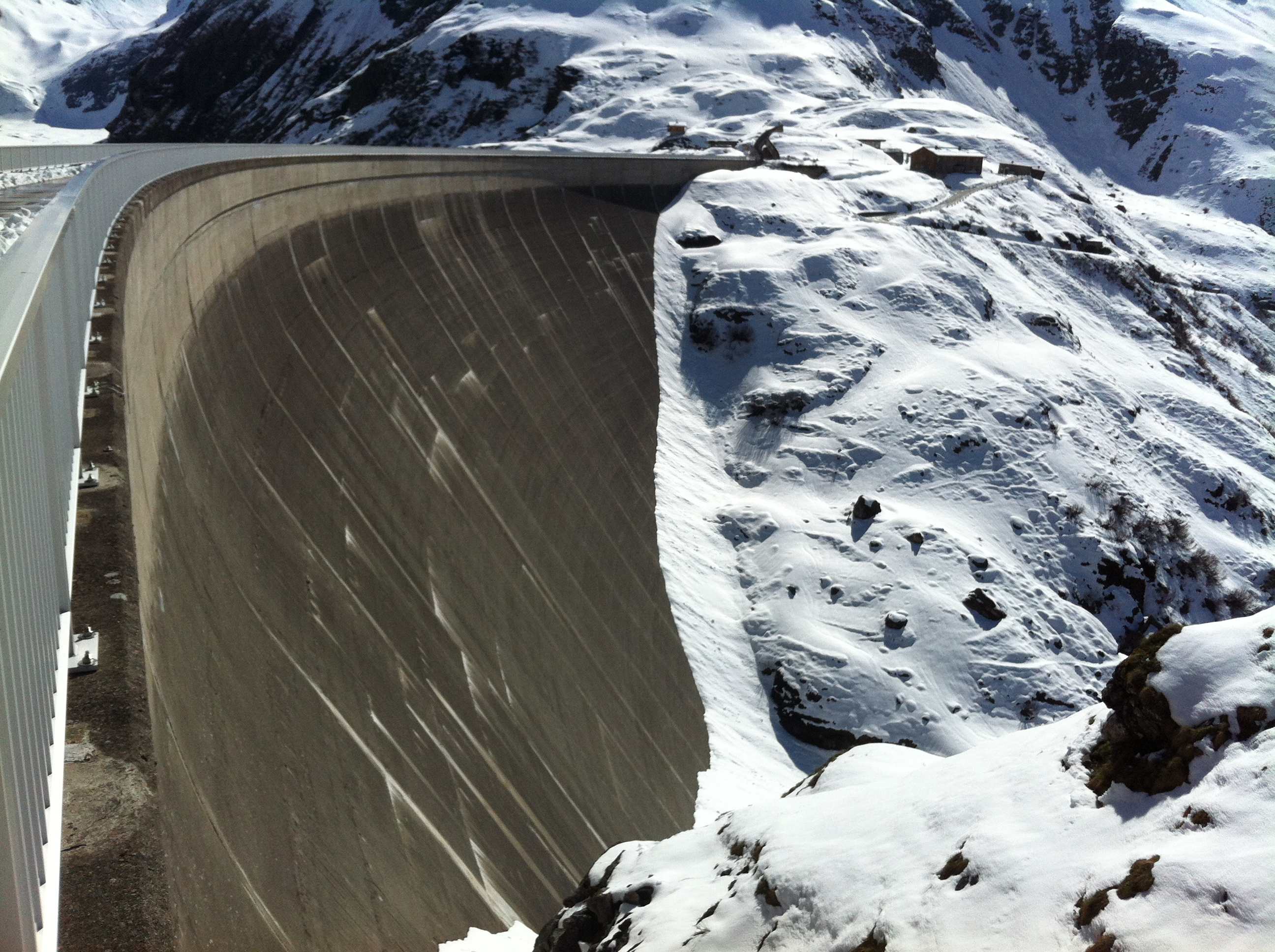
Talsperre Kaprun (2015)

Der Stausee Mooserboden liegt oberhalb der Gemeinde Kaprun in den Hohen Tauern im Bundesland Salzburg in Österreich.
Der Stausee ist ein Jahresspeicher mit einer Oberfläche von 1,6 km² und einem Nutzinhalt von max. 84,9 Mio. m³. Das Wasser wird aus einem Einzugsgebiet von 99,3 km² gesammelt, wobei der Großteil davon Schmelzwasser des Pasterzengletschers am  Großglockner ist. Dieses Schmelzwasser wird im Stausee Margaritze in Kärnten gesammelt und durch den 11,5 km langen Möll-Überleitungsstollen in den Speicher Mooserboden geleitet.
In der Oberstufe des Kraftwerks Kaprun wird das Wasser zur Erzeugung von elektrischem Strom verwendet. Das Stauziel liegt auf einer Seehöhe von 2036 m ü. A., das Absenkziel auf 1960 m ü. A. Das aus der Oberstufe ausfließende Wasser gelangt in das Unterbecken Stausee Wasserfallboden.

## Absperrbauwerke
| Name          | Typ               | Mauerhöhe | Kronenlänge | Kronenbreite | max. Breite der Basis | Betonkubatur |
| ------------- | ----------------- | --------- | ----------- | ------------ | --------------------- | ------------ |
| Moosersperre  | Gewichtsstaumauer | 107,0 m   | 494 m       | 7 m          | 70 m                  | 670.000 m³   |
| Drossensperre | Gewölbestaumauer  | 112,0 m   | 357 m       | 7 m          | 25 m                  | 340.000 m³   |

Bei Vollstau biegen sich die Mauern der beiden Talsperren 5 cm nach außen.

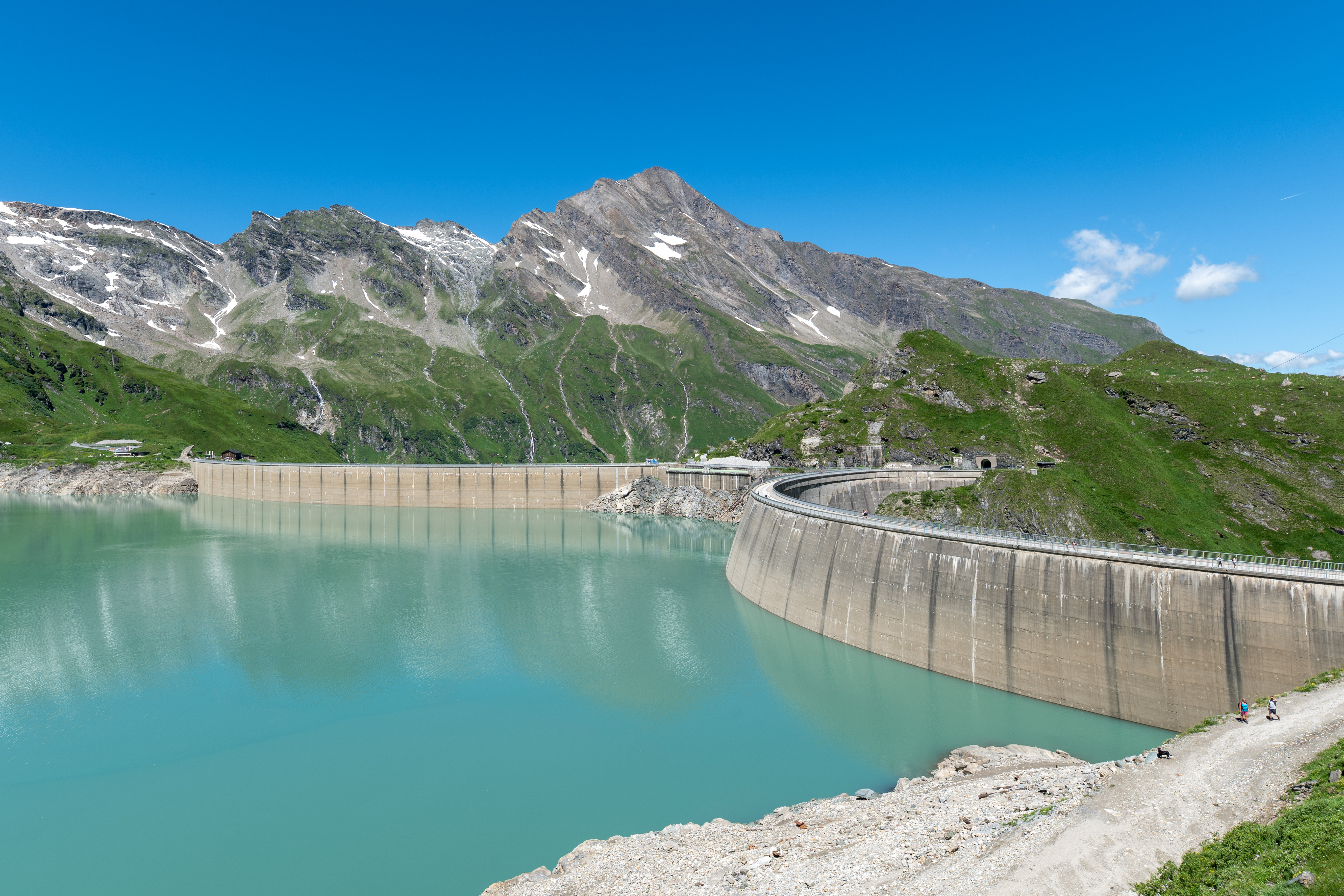
Moosersperre & Drossensperre
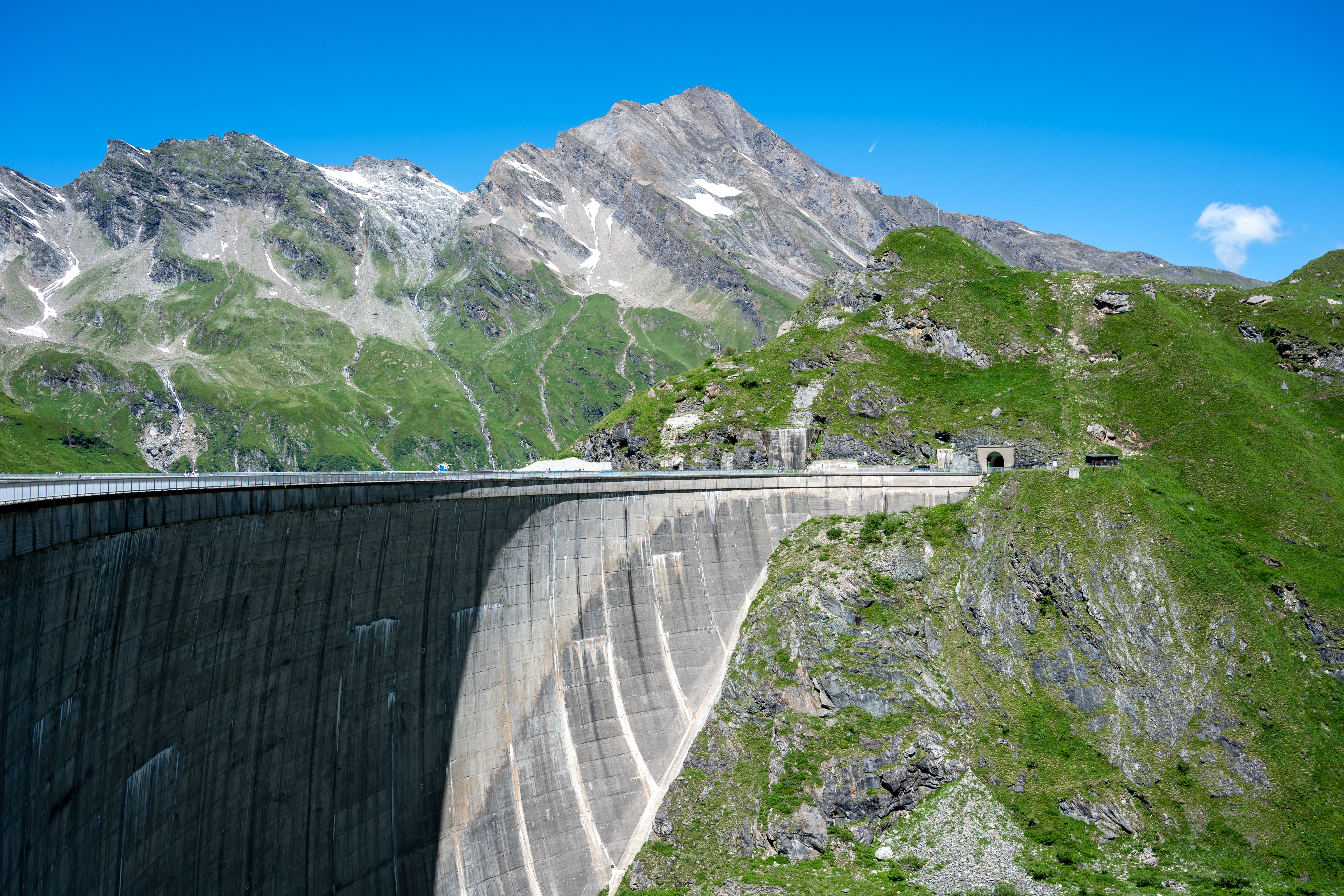
Drossensperre
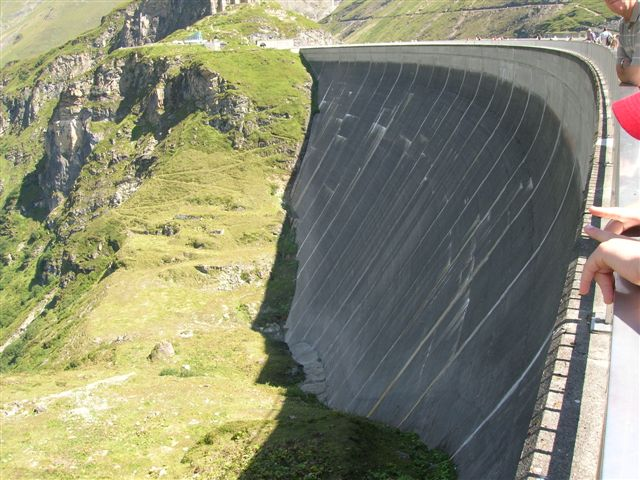
Moosersperre

## Historisches

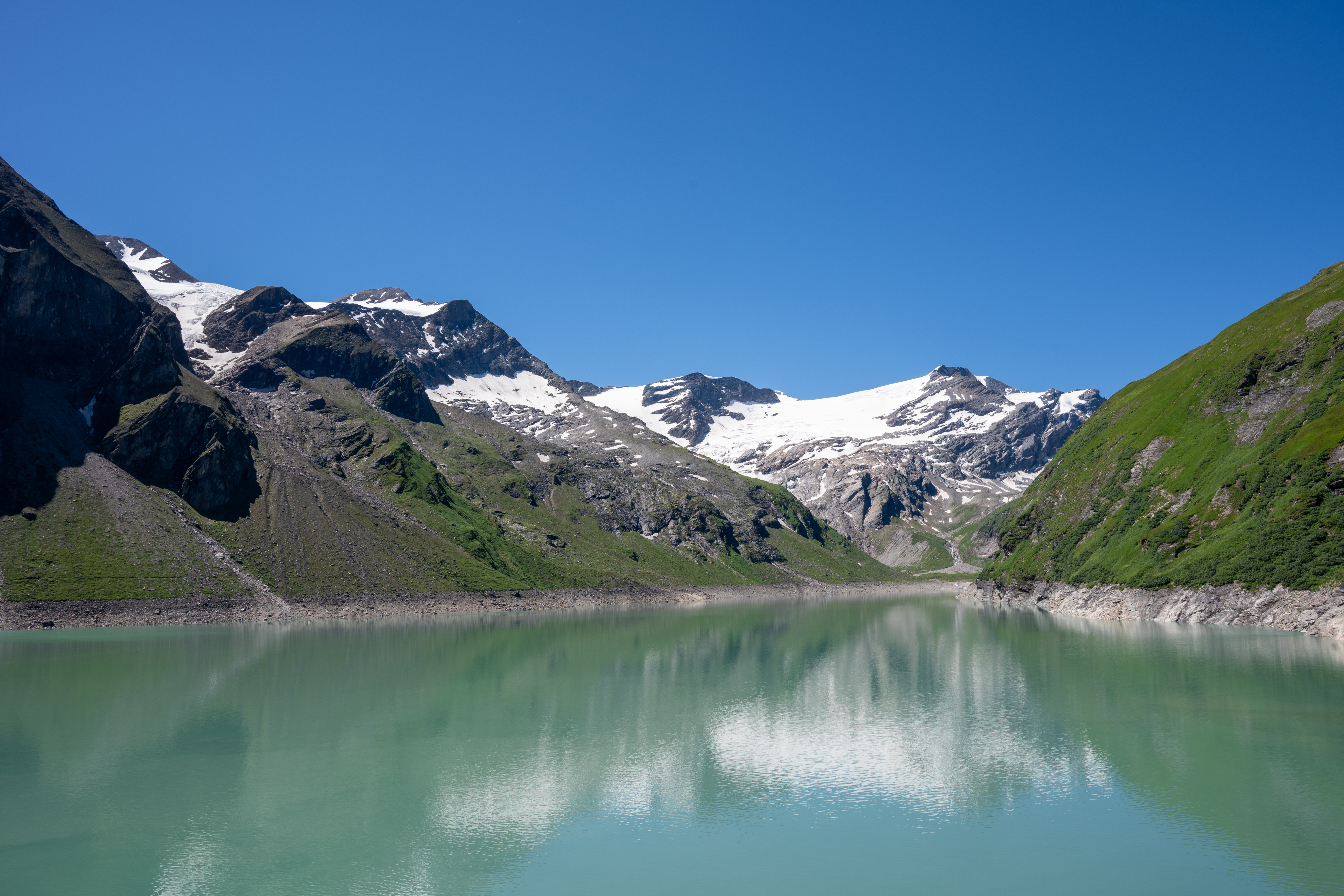
Stausee Mooserboden, taleinwärts, gegen Schwarzköpfl, Schattseitköpfl, Karlinger Kees, Hohe Riffl

Der Stausee entstand durch den Bau der beiden Talsperren Moosersperre (im Westen) und Drossensperre (im Osten) von 1947 bis 1955. Zwischen den beiden Sperren liegt der Felsen Höhenburg (2108 m ü. A.).

Blick auf den Mooserboden von Süden, 1933
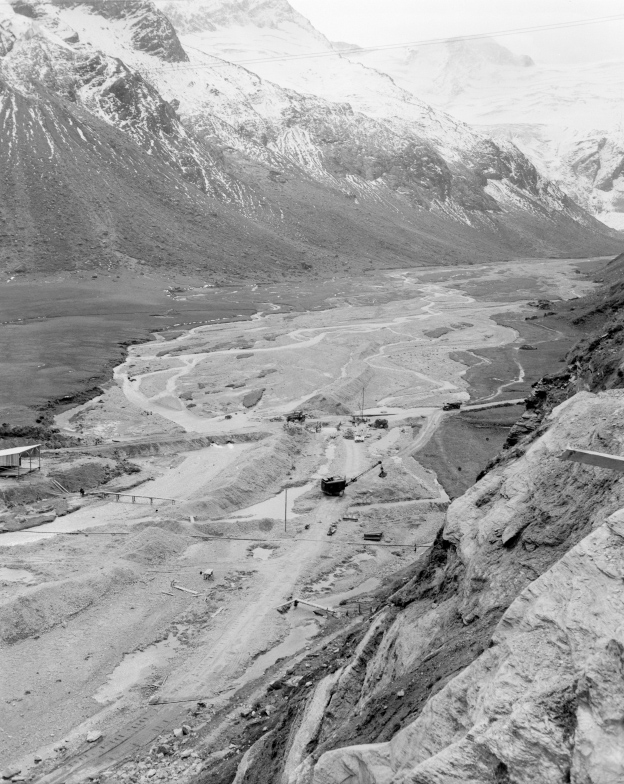
Baggerarbeiten am Mooserboden, 1950
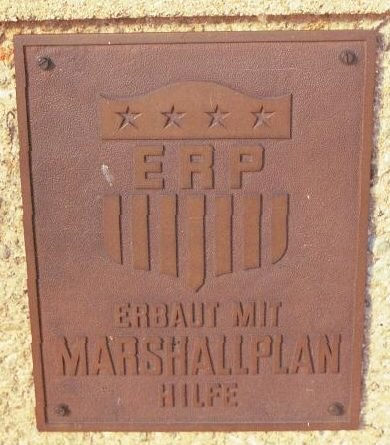
„Erbaut mit Marshallplan hilfe“ – Plakette auf dem Damm
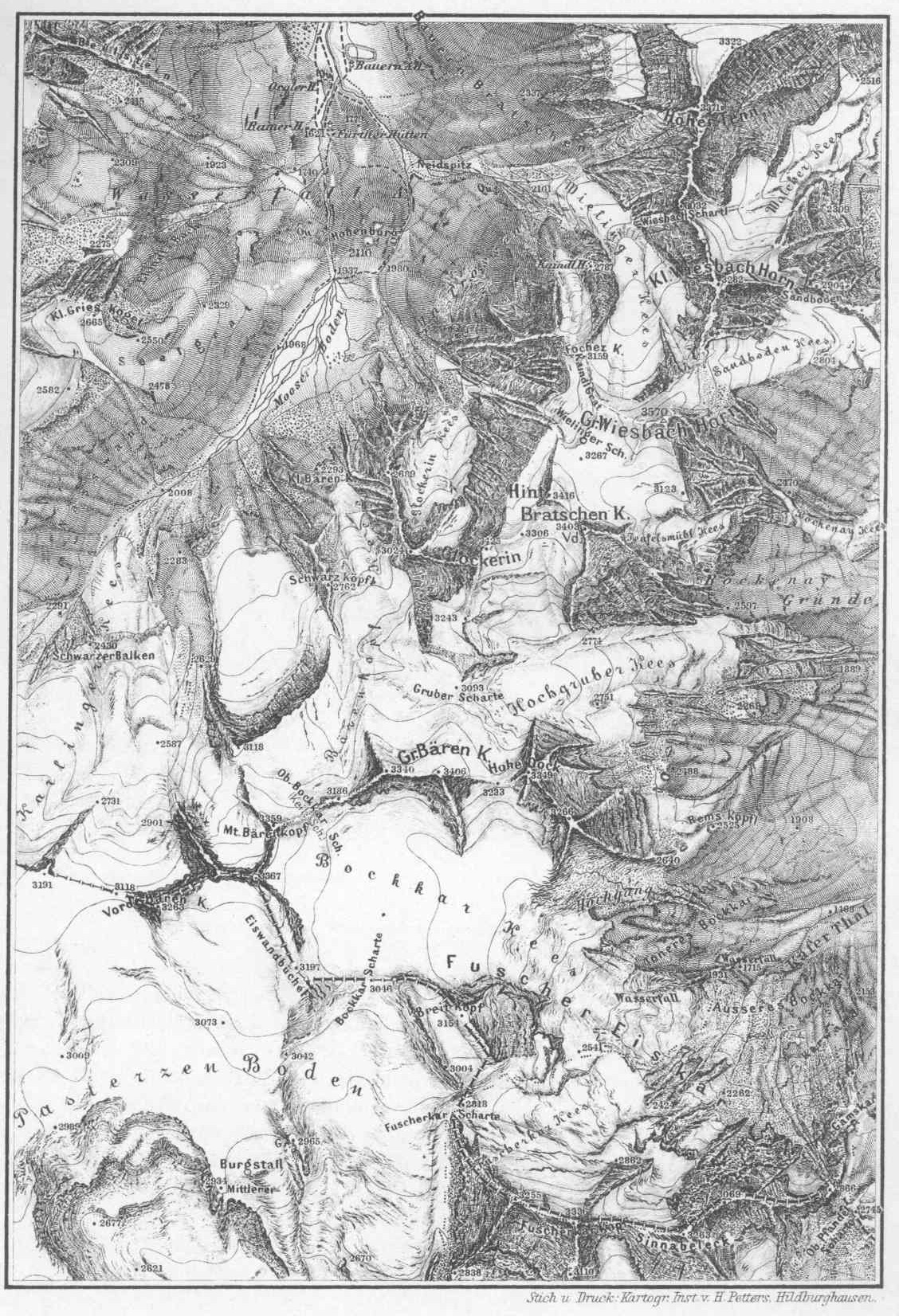
Historische AV-Karte Fuscher Kamm, 1891 – die Hochalm Moserboden mit Almhüttengruppe, und mächtige Vergletscherung der ganzen Glocknergruppe

## Ehrenmal auf dem Mooserboden
Das Ehrenmal wurde 1959/60 über der „Heidnischen Kirche“, ein gespaltener Felsblock mit der eingeritzten Jahreszahl 1551, der im heidnischen Volksglauben als wundertätiger Schliefstein galt (jeder Mensch, der durch den engen Felsspalt kriecht, würde dabei seine Krankheiten und Sünden abstreifen), errichtet. Es soll an alle, die beim Bau der Kraftwerksgruppe Glockner-Kaprun ihr Leben gelassen haben, erinnern (alleine von 1947 bis zur Fertigstellung im Jahr 1955 gab es 161 Tote). Die Idee dazu stammte von den „Männern von Kaprun“, die für ihre Leistungen 1956 den Dr.-Karl-Renner-Preis erhalten haben und das Preisgeld für das Ehrenmal spendeten. Entworfen hat das 14 m hohe Kunstwerk der Salzburger Bildhauer Josef Magnus und besteht aus Beton. Es soll den schützenden Mantel der Heiligen Barbara über die Kraftwerksanlagen und das Kapruner Tal darstellen.
Im Jahr 2003 wurde eine Gedenktafel am Felsblock angebracht, der unter anderem an die 120 Zwangsarbeiter erinnert, die zwischen 1940 und 1945 auf der Baustelle ums Leben gekommen sind.

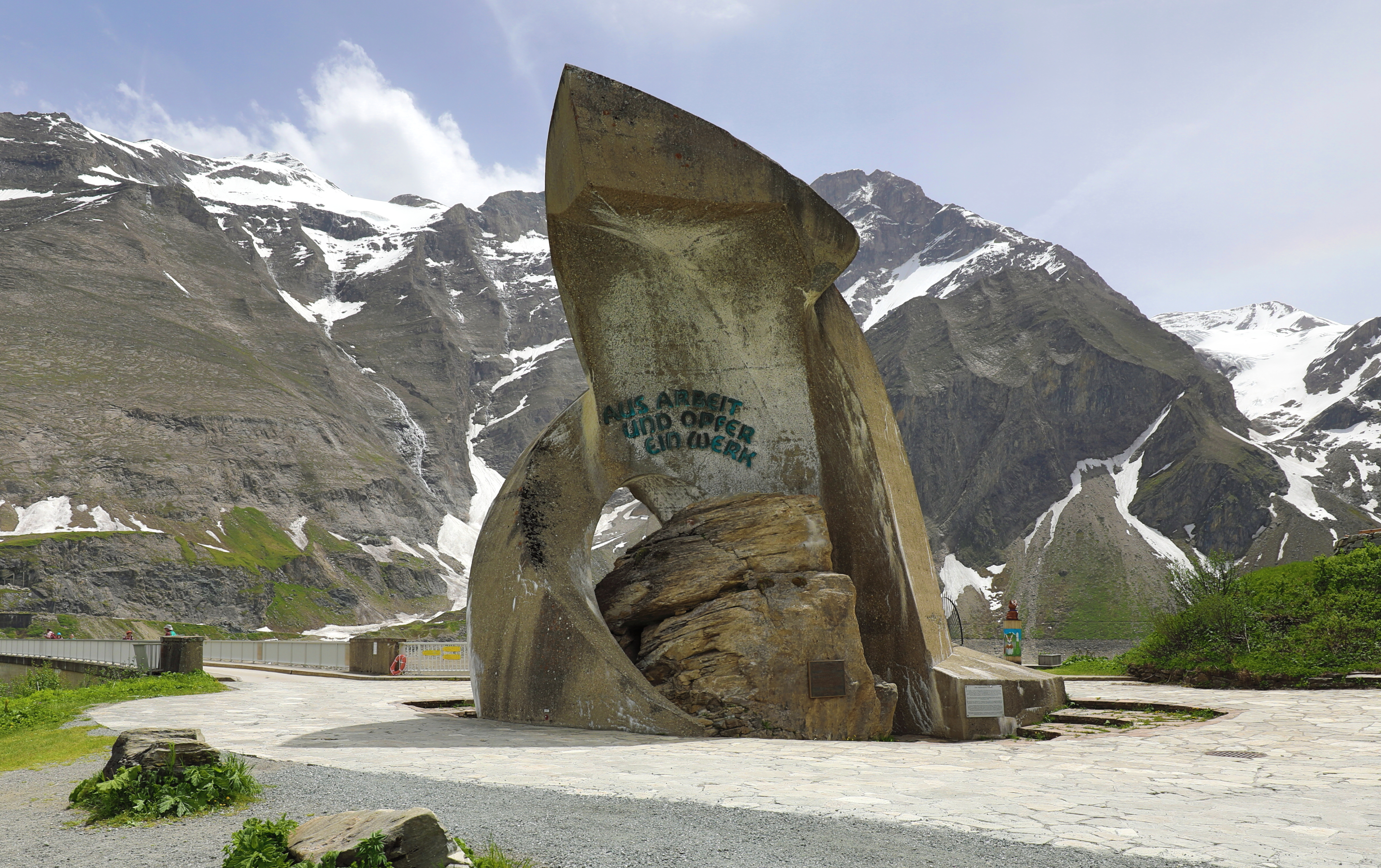
Ehrenmal „Aus Arbeit und Opfer ein Werk“ (errichtet 1959/60) mit der „Heidnischen Kirche“
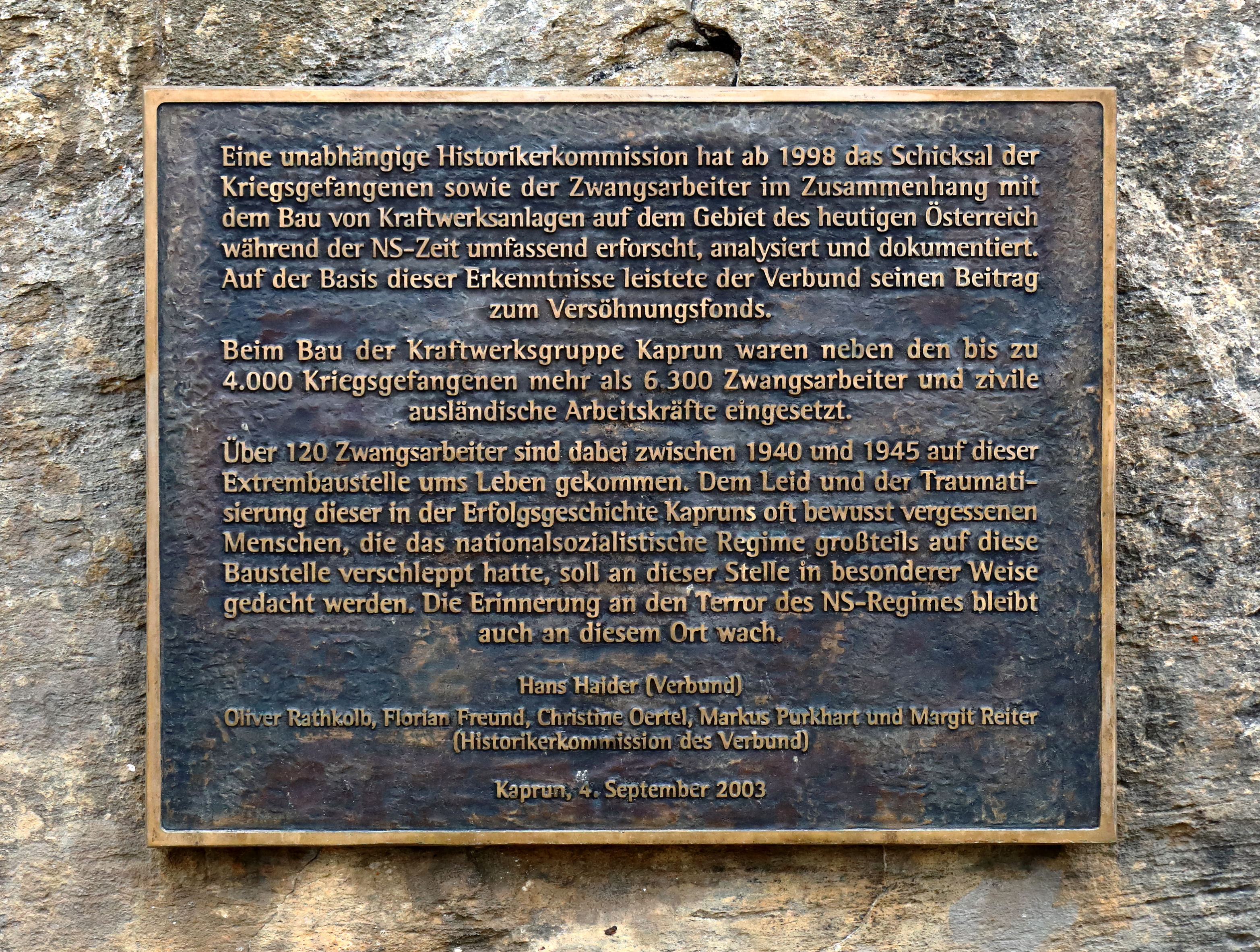
Gedenktafel für die NS-Opfer an der „Heidnischen Kirche“; enthüllt 2003